# Sovradosaggio
Il sovradosaggio è la somministrazione di un dosaggio eccessivo di un farmaco qualsiasi. Si riferisce alla medesima condizione anche col nome iperdosaggio. Il termine overdose (o iperdose), derivato dalla lingua inglese, è invece maggiormente utilizzato in relazione all'uso di sostanze stupefacenti.

## Sovradosaggio di sostanze stupefacenti
L'overdose è un'urgenza medica che può presentarsi in persone che assumono sostanze stupefacenti.
Un esempio frequente di overdose è quella ottenuta con l'assunzione di dosi eccessive di eroina; essendo l'eroina un sedativo del sistema nervoso centrale, essa agisce sui centri respiratori e può comportare il coma, con decesso per asfissia. L'overdose è un fenomeno che riguarda anche le altre sostanze stupefacenti e in particolare l'assunzione di stimolanti e di cocaina.

### Epidemiologia
La più giovane vittima di overdose di droga a livello europeo è stata Babette "Babsi" Döge (Berlino, 1963 - 19 luglio 1977), morta a soli 14 anni e amica di Christiane Vera Felscherinow; da una serie di interviste a quest'ultima sono stati tratti il libro autobiografico e il film sulla giovinezza tra droghe e prostituzione minorile di Christiane.
Nel 2020, in Italia, ci sono stati 308 decessi a causa di overdose di droga.
Questa è una tabella sui decessi per overdose di droga dal 1985 al 2020 in Italia.

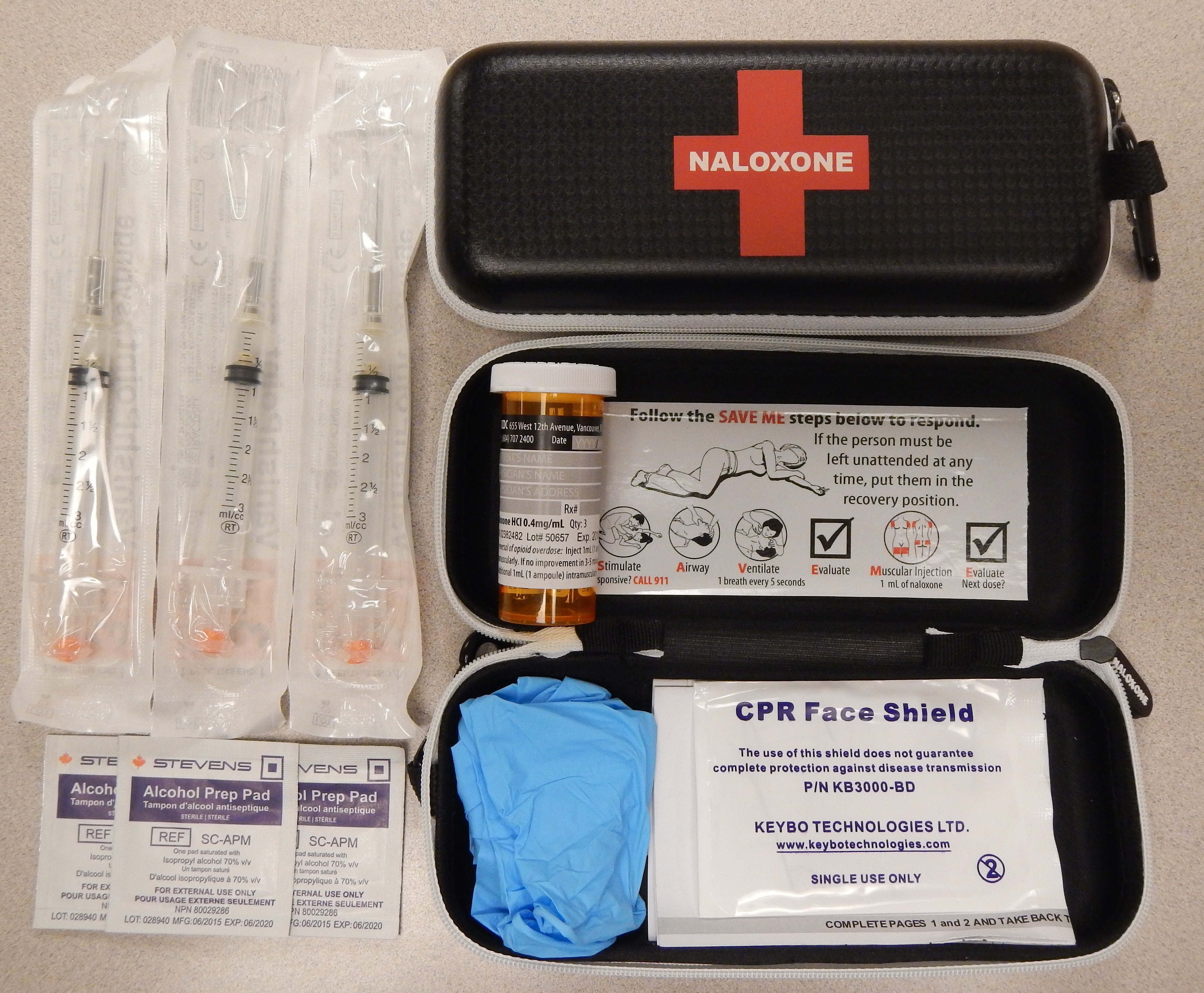
Kit di naloxone canadese

| Anno | Decessi |
| ---- | ------- |
| 1985 | 242     |
| 1986 | 292     |
| 1987 | 543     |
| 1988 | 791     |
| 1989 | 932     |
| 1990 | 1 161   |
| 1991 | 1 383   |
| 1992 | 1 217   |
| 1993 | 888     |
| 1994 | 867     |
| 1995 | 1 195   |
| 1996 | 1 556   |
| 1997 | 1 153   |
| 1998 | 1 080   |
| 1999 | 1 002   |
| 2000 | 1 016   |
| 2001 | 825     |
| 2002 | 520     |
| 2003 | 517     |
| 2004 | 653     |
| 2005 | 652     |
| 2006 | 551     |
| 2007 | 589     |
| 2008 | 516     |
| 2009 | 483     |
| 2010 | 374     |
| 2011 | 363     |
| 2012 | 392     |
| 2013 | 348     |
| 2014 | 313     |
| 2015 | 308     |
| 2016 | 266     |
| 2017 | 297     |
| 2018 | 336     |
| 2019 | 374     |
| 2020 | 308     |

### Presentazione clinica
Quadro clinico in caso di overdose da:
- oppiacei: la perdita di coscienza, le pupille a spillo, un colorito bluastro, la respirazione molto rallentata;
- cocaina: il tremore muscolare con possibile paralisi e la depressione delle attività respiratorie;
- anfetamine: i tremori muscolari, la marcata confusione mentale, il delirio e le convulsioni, il collasso cardiocircolatorio.

### Trattamento
In caso di sospetta overdose da oppiacei si utilizzano il naloxone e il flumazenil, mentre per l'overdose da cocaina si utilizza sempre il naloxone, il diazepam e la fentolamina o altri alfa-beta bloccanti.